# Iridonia
Iridonia er en planet i Star Wars-universet.
Iridonia er hjemplanet for zabrakkerne, inklusiv Darth Maul, Bao-Dur og savage opress
| Star Wars | Spire Denne Star Wars-artikel er en spire som bør udbygges. Du er velkommen til at hjælpe Wikipedia ved at udvide den. |